# 列傳
中國之正史，即為二十四史，皆為紀傳體，二十四史每本皆有本紀與列傳兩種體例（或稱本紀為紀，列傳為傳，各史不盡相同），其中本紀為該朝帝王生平之傳記，而列傳相對而言，為該朝大臣與其他知名人物生平與少數民族之傳記。

## 彙傳的種類
- 刺客傳
  - 有此傳之中國史書：《史記》

- 循吏傳、良吏傳、良政傳、能吏傳
  - 有此傳之中國史書：《史記》《漢書》《後漢書》《晉書》《宋書》《南齊書》《梁書》《魏書》《北齊書》《隋書》《南史》《北史》《舊唐書》《新唐書》《新五代史》《宋史》《遼史》《金史》《元史》《明史》《清史稿》
  - 主要內容：介紹能遵循法理、恪奉本職，為政寬厚仁德的人物。

- 儒林傳、儒宗傳、儒學傳
  - 有此傳之中國史書：《史記》《漢書》《後漢書》《魏略》《晉書》《梁書》《陳書》《魏書》《北齊書》《北周書》《南史》《北史》《舊唐書》《新唐書》《宋史》《元史》《新元史》《明史》《南明史》《清史稿》

- 道學傳
  - 有此傳之中國史書：《宋史》
  - 介紹著力文學經術，自有承繼道統的不朽價值的人物。

- 酷吏傳、苛吏傳
  - 有此傳之中國史書：《史記》《漢書》《後漢書》《魏略》《魏書》《北齊書》《隋書》《舊唐書》《新唐書》《金史》

- 遊俠傳、勇俠傳
  - 有此傳之中國史書：《史記》《漢書》《魏略》

- 佞幸傳、恩倖傳、倖臣傳、恩幸傳
  - 有此傳之中國史書：《史記》《漢書》《魏略》《宋書》《南齊書》《魏書》《北齊書》《南史》《北史》《宋史》《金史》《明史》

- 滑稽傳
  - 有此傳之中國史書：《史記》

- 日者傳
  - 有此傳之中國史書：《史記》

- 龜策傳
  - 有此傳之中國史書：《史記》

- 貨殖傳
  - 有此傳之中國史書：《史記》《漢書》

- 外戚傳、世戚傳
  - 有此傳之中國史書：《漢書》《晉書》《魏書》《北齊書》《隋書》《北史》《舊唐書》《新唐書》《宋史》《金史》《明史》

- 黨錮傳
  - 有此傳之中國史書：《後漢書》

- 宦者傳、閹官傳、宦官傳、閹黨傳
  - 有此傳之中國史書：《後漢書》《魏書》《舊唐書》《新唐書》《新五代史》《遼史》《元史》《新元史》《明史》《南明史》

- 文苑傳、文學傳、文藝傳
  - 有此傳之中國史書：《後漢書》《晉書》《南齊書》《梁書》《陳書》《魏書》《北齊書》《隋書》《南史》《北史》《舊唐書》《新唐書》《宋史》《遼史》《金史》《明史》《南明史》《清史稿》

- 獨行傳、篤行傳
  - 有此傳之中國史書：《後漢書》《新元史》

- 方術傳、方技傳、術藝傳、方伎傳、藝術傳
  - 有此傳之中國史書：《後漢書》《三國志》《秦史》《魏書》《北齊書》《北周書》《隋書》《北史》《舊唐書》《新唐書》《宋史》《遼史》《元史》《新元史》《明史》《清史稿》

- 逸民傳、隱逸傳、逸士傳、遺逸傳
  - 有此傳之中國史書：《後漢書》《晉書》《宋書》《魏書》《隋書》《南史》《北史》《舊唐書》《新唐書》《宋史》《金史》《元史》《新元史》《明史》《南明史》《清史稿》

- 列女傳
  - 有此傳之中國史書：《後漢書》《晉書》《魏書》《隋書》《北史》《舊唐書》《新唐書》《宋史》《遼史》《元史》《新元史》《明史》《南明史》《清史稿》

- 清介傳
  - 有此傳之中國史書：《魏略》

- 純固傳
  - 有此傳之中國史書：《魏略》

- 知足傳、止足傳
  - 有此傳之中國史書：《魏略》《晉書》《宋書》《梁書》

- 遊說傳
  - 有此傳之中國史書：《魏略》

- 水工傳
  - 有此傳之中國史書：《秦史》
  - 介紹於水力工程有傑出表現的人物。

- 諫輔傳
  - 有此傳之中國史書：《秦史》

- 博士傳
  - 有此傳之中國史書：《秦史》

- 方士傳
  - 有此傳之中國史書：《秦史》

- 孝友傳、孝義傳、孝行傳、孝感傳
  - 有此傳之中國史書：《晉書》《宋書》《南齊書》《梁書》《陳書》《魏書》《北周書》《隋書》《南史》《北史》《舊唐書》《新唐書》《宋史》《金史》《元史》《明史》《南明史》《清史稿》

- 忠良傳、忠義傳、義兒傳
  - 有此傳之中國史書：《晉書》《舊唐書》《新唐書》《新五代史》《宋史》《金史》《元史》《新元史》《明史》《南明史》《清史稿》

- 高逸傳
  - 有此傳之中國史書：《南齊書》

- 處士傳
  - 有此傳之中國史書：《梁書》

- 節義傳、誠節傳、死節傳
  - 有此傳之中國史書：《魏書》《隋書》《北史》《新五代史》

- 死事傳
  - 有此傳之中國史書：《新五代史》

- 賊臣傳
  - 有此傳之中國史書：《南史》

- 姦臣傳
  - 有此傳之中國史書：《新唐書》《宋史》《遼史》《元史》《明史》《南明史》

- 叛臣傳、判臣傳、畔臣傳
  - 有此傳之中國史書：《新唐書》《宋史》《金史》《元史》《南明史》

- 逆臣傳
  - 有此傳之中國史書：《新唐書》《遼史》《金史》《元史》

- 卓行傳
  - 有此傳之中國史書：《新唐書》

- 藩鎮傳
  - 有此傳之中國史書：《新唐書》

- 序傳
  - 有此傳之中國史書：《史記》《漢書》《宋書》《南齊書》《魏書》《北史》

- 伶官傳
  - 有此傳之中國史書：《新五代史》《遼史》

- 一行傳
  - 有此傳之中國史書：《新五代史》

- 公主傳
  - 有此傳之中國史書：《新唐书》《宋史》《新元史》《明史》

- 卓行傳
  - 有此傳之中國史書：《遼史》

- 釋老傳
  - 有此傳之中國史書：《元史》《新元史》

- 流賊傳
  - 有此傳之中國史書：《明史》

- 疇人傳
  - 有此傳之中國史書：《清史稿》

- 外國傳
  - 有此傳之中國史書：《宋史》《遼史》《金史》《明史》